# Neterebka, Korsun-Șevcenkivskîi
Neterebka (în ucraineană Нетеребка) este localitatea de reședință a comunei Neterebka din raionul Korsun-Șevcenkivskîi, regiunea Cerkasî, Ucraina.

## Demografie
Componența lingvistică a localității Neterebka
     Ucraineană (98,25%)
     Rusă (1,36%)
     Alte limbi (0,32%)
Conform recensământului din 2001, majoritatea populației localității Neterebka era vorbitoare de ucraineană (98,25%), existând în minoritate și vorbitori de rusă (1,36%).